# Попов, Гавриил Николаевич
Гавриил Николаевич Попо́в (30 августа [12] сентября 1904, Новочеркасск — 17 февраля 1972, Репино) — советский композитор. Заслуженный деятель искусств РСФСР (1947). Лауреат Сталинской премии второй степени (1946). Один из ведущих представителей советского музыкального авангарда.

## Биография
Родился в Новочеркасске (ныне Ростовская область) в семье учителя Николая Дмитриевича Попова. С шести лет начались занятия музыкой — сперва с матерью Любовью Федоровной, затем в частной консерватории в классе фортепиано М. Пресмана (ученика В. И. Сафонова). Посещал Рисовальную школу в Ростове, занимался в Ростовском университете на физико-математическом факультете и на инженерно-архитектурном факультете Донского политехнического института. Смерть матери (1919), арест отца по ложному доносу (1921), необходимость зарабатывать на жизнь — все это приводит Гавриила Попова в качестве чертежника в ростовские железнодорожные мастерские. В то же время по рекомендации Пресмана он подрабатывает аккомпаниатором в оперном театре, поступает в Донскую консерваторию (класс пианиста и композитора В. В. Шауба). В 1922—1927 годах продолжил образование в Ленинградской консерватории: у Л. В. Николаева, В. В. Щербачёва и М. О. Штейнберга. Первые годы обучения в консерватории совмещал с занятиями в двух других вузах: в Политехническом институте на архитектурном факультете и в Институте истории искусств на литературном отделении. Впоследствии преподавал в Центральном музыкальном техникуме.

## Симфоническая музыка
Сочинением, представленным в качестве дипломной работы при окончании консерватории в 1927 году, стало необычное произведение — септет для флейты, кларнета, фагота, трубы, скрипки, виолончели и контрабаса (в 1971 году Попов переименовал его в Камерную симфонию). Произведение имело большой успех и впоследствии стало одним из самых известных творений композитора, исполняемых чаще, чем многие другие его сочинения. По таланту его сравнивали с Дмитрием Шостаковичем. Когда в 1926 году в Ленинград приехал Дариюс Мийо и попросил известного музыковеда Бориса Асафьева познакомить его с наиболее талантливым молодым композитором, ему представили Гавриила Попова. В конце 1920-х в СССР приезжал Сергей Прокофьев. Он познакомился с молодыми композиторами Москвы и Ленинграда и по этому поводу написал в своей автобиографии: «Из Москвы я отправился в Ленинград … Прием в Ленинграде даже оказался горячее, чем в Москве … Молодые ленинградские композиторы показали мне свои сочинения. Из них особого внимания заслуживали Соната Шостаковича и Септет Попова»
Правда, о том, как произошло это знакомство, Прокофьев в своём дневнике иронично записал:

Когда Дешевова наконец деликатно удалили от рояля, его место занял Попов со своим октетом или нонетом, написанным для довольно странного состава карандашом и притом довольно неясно. Среди общей контрапунктической вязи мелькали интересные моменты, и я, вероятно, воспринял бы гораздо больше, если бы в моём мозгу уже не шевелились бы какие-то тяжёлые волны от всей прослушанной за сегодняшний день музыки. По-видимому, сознавая контрапунктическую вязкость своего письма, Попов для развлечения публики ввёл довольно легкомысленную темку, которая, однако, меня раздражала, ибо мне казалось, что он в погоне за контрастом переборщил

Сочинение Попова настолько понравилось Прокофьеву, что сразу по возвращении в Европу он организовал его исполнение в Германии и Франции. Везде септет исполнялся с большим успехом, и в рецензиях отмечались как оригинальность самого сочинения, так и талантливость и яркая индивидуальность его автора. Попов написал свыше сотни сочинений, включая 6 симфоний (7-я незаконченная), инструментальные концерты, камерные сочинения, хоры, незаконченную оперу «Александр Невский». Совместная работа и дружба связывала его с В. Э. Мейерхольдом. Они познакомились в процессе создания спектакля Мейерхольда «Список благодеяний» (по пьесе Ю. Олеши, 1931), для которого Попов написал музыку. Ещё больше их сблизило предложение Малого оперного (бывшего Михайловского) театра создать оперный спектакль «по принципу коллективной творческой работы совместно композитора с режиссёром».
В 1928 году Попов начал писать Первую симфонию в трех частях, к 1932 году был закончен черновой партитурный вариант. 10 октября 1932 года симфония была проиграна на фортепиано в дирекции ГАБТ на Всесоюзном конкурсе в ознаменование 15-летия Октября и получила там Вторую премию, которую Г. Попов разделил с Ю. Шапориным (Симфония № 1, ор.11, с-moll) и В. Я. Шебалиным (Симфония «Ленин», ор.16); первую премию решили не присуждать. В оркестровом варианте Симфония впервые была с успехом исполнена 22 марта 1935 года оркестром Ленинградской филармонии под управлением Фрица Штидри. Но на следующий день Репертуарным комитетом Симфония была запрещена к исполнению. Бумагу подписал Б. Обнорский — начальник Ленинградского управления по контролю за зрелищами и репертуаром (Главрепертком), с формулировкой: «недопустимо исполнение (произведения) как отражающего идеологию враждебных классов». 29 марта 1935 года в «Красной звезде» появилась разгромная статья «С чужого голоса. О симфонии Г. Попова», подписанная ответственным секретарем ленинградского Союза советских композиторов Йохельсоном. Вслед за этим 28 апреля развернулась публичная дискуссия, которая ещё больше способствовала дальнейшему очернению сочинения. С. С. Прокофьев, В. Я. Шебалин, Ю. А. Шапорин написали письма в его защиту, но это не помогло реабилитировать произведение. Это событие в тот момент никак не вписывалось в общий ход развития советской музыки, кроме того, запрет симфонии Попова Главреперткомом 23 марта 1935 года был не вполне законным: ещё 26 февраля 1929 года Наркомпрос издал распоряжение «О разграничении функций между Главреперткомом и Главискусством», по которому на Главрепертком возлагался «политический контроль за репертуаром зрелищных предприятий» без вмешательства «в ту или иную трактовку или стиль публичного исполнения (постановки) произведения».
Но это событие хорошо вписалось в общую обстановку в Ленинграде после убийства Кирова 1 декабря 1934 года. 26 января 1935 год Сталин подписал постановление Политбюро о высылке на 3—4 года из Ленинграда на север Сибири и в Якутию 663 зиновьевцев. По этому же решению другую группу бывших оппозиционеров в количестве 325 человек перевели из Ленинграда на работу в другие районы. В закрытом письме ЦК «О террористической деятельности троцкистско-зиновьевского контрреволюционного блока» в январе 1935 года говорилось: «Ленинград является единственным в своем роде городом, где больше всего осталось бывших царских чиновников и их челяди, бывших жандармов и полицейских… Эти господа, расползаясь во все стороны, разлагают и портят наши аппараты». Так началась операция НКВД, получившая название «Бывшие люди», и именно с 28 февраля по 27 марта 1935 года было арестовано и выслано из города 39 тысяч «бывших людей», 4393 человека расстреляно, 299 — отправлено в лагеря, чем было положено начало Кировскому потоку. У начальника Ленинградского Главреперткома Б. П. Обнорского в связи с этим были личные причины для проявления чрезвычайной бдительности: с 1922 по 1929 год он являлся сотрудником Научно-исследовательского института при Коммунистическом университете, который до 1930 года назывался «Ленинградский коммунистический университет имени Г.Е. Зиновьева». Бдительность оценили (имени Б. П. Обнорского в списках репрессированных нет), а отработанную методику, спустя год, когда ход развития советской музыки уже изменился, использовали для разгрома всей современной советской музыки и, в первую очередь, музыки Дмитрия Шостаковича.
Вторая симфония Попова, «Родина», написанная во время войны (1943), в 1946 году получила Сталинскую премию II степени. В ноябре 1946 года он записал в дневнике: «21 сентября закончил Третью симфонию для большого струнного оркестра в пяти частях (бывший замысел Concerto grosso) … Струнная стихия … Щербачев считает Симфонию № 3 моим лучшим произведением». Первоначальное название Concerto grosso Попов изменил, поставив на титульном листе: Симфония № 3, Героическая, соч. 45 и посвятил симфонию Д. Д. Шостаковичу.
В 1948 году его музыка опять подверглась жестокой критике в связи с Постановлением Политбюро ЦК ВКП(б) (вместе с музыкой Шостаковича, Прокофьева, Хачатуряна, Шебалина, Мясковского «и др.»), развернувшим очередную компанию борьбы с формализмом, а затем на Первом съезде СК СССР, что в очередной раз отразилось на его творчестве.

## Музыка к кинофильмам
Попов начал писать для театра и кино по настоятельной рекомендации своего учителя В. В. Щербачёва, поначалу считая такую музыку, в отличие от высокой симфонической, «прикладной» или одним из способов совершенствования техники. Однако первый же его опыт музыки в кино, в 1932 году в фильме К. Ш. Э. Эсфири Шуб, вызвал восторженную реакцию Сергея Эйзенштейна. После просмотра фильма он отправил Гавриилу Попову, с которым тогда ещё не был знаком, телеграмму: «Поздравляю великолепной звуко-зрительной творческой победой в фильме К. Ш. Э. Сергей Эйзенштейн». Одной из вершин творчества Попова в кино стала музыка к кинофильму Чапаев:

Удивительный по силе эмоционального воздействия эпизод картины, ставший образцом для подражания, — сцена «психической атаки». Оглушающий грохот барабана задает темпо-ритм монтажу, превращаясь в сильнодействующий фактор психического давления не только на горстку вжавшихся в землю красных бойцов, но и на зрителей. Кажется, ничто не может остановить четкий парадный марш превращенных в бездушных роботов-манекенов белых офицеров. И когда этот бьющий по нервам ритм превращается в настоящий кошмар, в котором захлебывается треск Анкинова пулемёта, наступает томительная пауза. Она играет роль детонатора, концентрирующего эмоциональное напряжение, которое усиливается с появлением улюлюкающих казаков. И кажется, что уже ничего её может спасти красных от сокрушительного поражения. Но в самый критический момент вместе с несущейся на помощь чапаевской конницей мошной лавиной, все сметающей на своем пути, возникает героическая тема контратаки. В ней органично соединяются грозная мужественность, волевая решительность и непреклонная вера в победу. В результате использования столь смелого динамического монтажного стыка возникает эффект необычайно действенного звукозрительного синтеза, при котором, как отмечали авторы коллективного труда «История советского кино», «то ли музыка Г. Попова несет на своих крыльях изображение, то ли развевающаяся бурка Чапая несет на себе музыку атаки — их не разделить. Монтаж сложил изображение и звук в торжествующее единство самой знаменитой сцены из фильма Васильевых».— 
Музыка Попова, написанная к кинофильмам:
- 1932 — К. Ш. Э. (Комсомол — шеф электрификации) (Эсфирь Шуб) || Моя Родина (Иосиф Хейфиц, Александр Зархи)
- 1933 — Жить (Семен Тимошенко)
- 1934 — Москва строит метро (Эсфирь Шуб) || Чапаев (Георгий Васильев, Сергей Васильев)
- 1935 — Строгий юноша (Абрам Роом)
- 1936 — Родина зовет (Александр Мачерет)
- 1937 — Бежин луг (Сергей Эйзенштейн)
- 1939 — Гость (Адольф Минкин, Герберт Раппапорт) || Испания (Эсфирь Шуб)
- 1940 — Переход (Александр Иванов) || Ветер с востока (Абрам Роом) || Танкер «Дербент» (Александр Файнциммер)
- 1941 — Первая Конная (Ефим Дзиган)
- 1942 — Наши девушки (Григорий Козинцев, Абрам Роом) Наши девушки, 1942
- 1943 — Она защищает Родину (Фридрих Эрмлер) || Фронт (Георгий Васильев, Сергей Васильев)
- 1945 — Великий перелом (Фридрих Эрмлер)
- 1950 — Великая сила (Фридрих Эрмлер)
- 1953 — Званый ужин (Фридрих Эрмлер), другое название Разбитые мечты
- 1954 — Дети партизана (Николай Фигуровский, Лев Голуб) || Море студеное (Юрий Егоров)
- 1955 — Неоконченная повесть (Фридрих Эрмлер)
- 1956 — Своими руками (Виталий Войтецкий)
- 1957 — Балтийская слава (Ян Фрид)
- 1958 — Поэма о море (Юлия Солнцева)
- 1960 — Повесть пламенных лет (Юлия Солнцева)
- 1961 — Казаки (Василий Пронин)
- 1964 — Зачарованная Десна (Юлия Солнцева)
- 1966 — Сказка о царе Салтане (Александр Птушко)
- 1969 — Егор Булычов и другие (Борис Ливанов, Александр Шорин)

Подобно Анне Ахматовой и Борису Пастернаку, спасавшимся поэтическими переводами и писавшим собственные стихи долгие годы «в стол», Попов «эмигрировал» в музыку кино. Помимо средств к существованию, «внутренняя эмиграция» давала возможность под видом звукового сопровождения к фильмам писать во многом авангардную музыку, которую в чисто академическом жанре (в симфонии, симфонической картине) вряд ли могла бы в то время исполняться. Подобно тому, как у Сергея Прокофьева опера «Огненный ангел» и балет «Блудный сын» дали материал соответственно для Третьей и Четвёртой симфоний, так из киномузыки Попова родились его Вторая и Третья симфонии.
Музыка Попова в кинофильмах и телефильмах после его смерти:
- 1998 — Окраина (Петр Луцик), вместе с музыкой Георгия Свиридова
- 2000 — Мечта Троцкого — психоанализ на земле Большевиков (Регине Кюн, Германия, ТВ)[14]

Попов умер 17 февраля 1972 года в посёлке Репино (Ленинградская область). Похоронен в Москве на Головинском кладбище.
Вновь симфонические произведения Гавриила Попова на его родине стали исполняться только после 1985 года.

## Награды и премии
- заслуженный деятель искусств РСФСР (1947)
- Сталинская премия второй степени (1946) — за 2-ю симфонию

## Сочинения
- «Grosse Klaviersuite» («Большая сюита») для фортепиано в 4 частях. 18’. Соч.6.

1. Инвенция
2. Хорал
3. Песня
4. Фуга.
- «Александр Невский» опера в 5-ти актах. Соч.25.
- «Береза и сосна» Поэма для смешанного хора a cappella. Соч.92.
- «Былина про Ленина», вокально-симфоническая поэма для баса или баритона соло, мужского хора и симфонического оркестра (или фортепиано). 19’. Соч.58.
- «Все, чем жизнь желанна и красива», поэма для смешанного хора a cappella. Соч.54.
- «Героическая интермедия» для тенора, хора и симфонического оркестра. Соч.25.
- «Дни весенние», поэма для женского хора a cappella. Слова А. Болонского. Соч.95.
- «Испания», семь миниатюр для большого симфонического оркестра. Соч.28.
- «К победе», героическая увертюра-кантата для солиста (баритон), хора и симфонического оркестра. Соч.25.
- «Казачья шуточная» для хора a cappella. Соч.52.
- «Край наш родной» сюита для хора мальчиков, детского или женского хора a cappella в 3 частях, Соч.50.

1. Наш сад
2. Поле росится
3. Кукушкин лен.
- «Мелодия» для виолончели и фортепиано. Соч.35.
- «Москва» праздничный вальс для лирико-колоратурного сопрано и фортепиано. Соч.49.
- «Орлиная семья» лирическое концертино для смешанного хора a cappella. Соч.94bis. Слова Любомира Дмитерко, перевод В.Ревича.
- «Песня» для скрипки и фортепиано. Соч.6bis.
- «Цимлянское море» поэма для смешанного хора a cappella. Соч.64.
- «Эх, да вы, поля» песня для женского хора и солиста (тенор). Соч.56.
- Два лирических стихотворения А. С. Пушкина для голоса и фортепиано (лирический тенор и фортепиано). Соч.22.

1. Листок из альбома «Вино и вода»
2. В альбом «Пройдет любовь, уйдут желанья»
- Две детские пьесы для фортепиано. Соч.46bis.

1. Песенка
2. Танец
- Две песни-романса для лирического тенора и фортепиано. Соч.48.

1. Вот тропинка полевая
2. Эх, зима в лесу дремучем
- Две пьесы для фортепиано. Соч.1.

1. Экспрессия
2. Мелодия.
- Две сказки для фортепиано. Соч.51.

1. Бабушка рассказывает.
2. Про кукушку.
- Джаз-сюита танцевальная сюита для фортепиано. Соч.5.
- Дивертисмент для Большого симфонического оркестра в 9 миниатюрах, Соч.23 bis. 36’.

1. Марш
2. Вальс-интермеццо
3. Песенка
4. Скерцо
5. Бостон
6. Регтайм
7. Сон
8. Галоп
9. Прогулка.
- Квартет-симфония для двух скрипок, альта и виолончели в 4 частях. Соч.61.
- Концерт для фортепиано с оркестром. Соч. 24.
- Концерт для виолончели с симфоническим оркестром. Соч.71.
- Концерт для скрипки с оркестром, в 4 частях. Соч. 103/17.
- Концерт-поэма для скрипки и симфонического оркестра. Соч.17.
- Концертино для скрипки и фортепиано. Соч.4.
- Мазурка-каприс для фортепиано. Соч.41.
- Музыка к радиопостановкам и спектаклям:
- Радиопостановки: «Повесть о том, как поссорились Иван Иванович с Иваном Никифоровичем» (по Н. В. Гоголю), «Николас Никльби» (В английской школе), «Чапаев»;
- Спектакли: «Ночь ошибок» (по Оливеру Голдсмиту), «Братья Карамазовы» (по Достоевскому), «Егор Булычев и другие» (по Горькому).
- Пять терских казачьих хоров Соч.93.

1. Из села было Измайлова
2. Из-за лесику, да леса темного
3. Чем казакам не житье
4. На заре та ли было
5. Как за садом, за садочком.
- Пять хоров к «Сказке о царе Салтане» А. С. Пушкина для женского, мужского и смешанного хоров. Соч.101.

1. Во лесах дремучих
2. Ягода с ягодой сокатилася
3. Ветер на море гуляет
4. Береза белая
5. Князик молоденький
- Септет (камерная симфония) для Fl, Cl, Fg, tr-be, v-no, cello, c-basso в 4 частях. Соч.2. 34’.

1. Moderato cantabile
2. Scherzo. Allegro
3. Largo
4. Finale. Allegro energico.
- Серенада для духового оркестра. Соч.26.
- Симфоническая ария памяти А. Н. Толстого для виолончели и струнного оркестра. 17’. Соч.43.

Состав оркестра: violoncello solo, p-no, archi.
- Симфоническая сюита № 1 в 5 частях. Соч.14. 18’.

1. Увертюра
2. Вальс
3. Интермеццо
4. Grave
5. Фугато
Состав оркестра: 2 (1-Fl pic), 2, corno ingl., 3 (B, A, Cl basso), саксофон Alto, 3 (1-contre fg); 4, 3, 3, 1; timpani, triangolo, tamburo, Gr.cassa, tamburino, piatti, tam-tam; campanelli; celesta; 2 arpe; archi; soli soprano, baritone+termenvox или sax soprano, tenore, v-cello.
- Симфония № 1 для Большого симфонического оркестра в 3 частях. Соч.7. 43’.

1. Allegro energico
2. Largo con moto e molto cantabile
3. Финал. Scherzo e coda. Симфония № 2
- Симфония № 2 «Родина» для Большого симфонического оркестра (соль минор) в 4 частях. 35’. Соч.39.

1. Andante con moto e molto expressivo
2. Presto giocoso
3. Largo
4. Presto inquleto
Состав оркестра: 2 (1 Fl pic), 2, c.ing., 2 (B, A), 1; 2 (F), 2 (B), 1, 1; timpani, triangolo, tamburo basso, tamburo, piatti: I (colla bacch di timp), Piatti II (ord), Gran cassa, tam-tam, silofono; campanelli, celesta, 2 arpe, piano, archi.
- Симфония № 3 «Героическая» Посвящена Д. Д. Шостаковичу, для большого струнного оркестра в 5-ти частях. 55’. Соч. 45.

1. Intrada/ Andante maestoso
2. Allegro
3. Prestissimo
4. Largo expressivo
5. Finale impetuoso
Состав оркестра: archi, 24, 22, 20, 18, 16.
- Симфония № 4 «Слава Отчизне» для четырёх солистов (сопрано, меццо-сопрано, тенор, бас) и большого смешанного хора a cappella. Соч.47.
- Симфония № 5 «Пасторальная» для большого симфонического оркестра в 5 частях. Соч.77. 45’.

1. Пастораль. Adagio poetico e molto cantanto.
2. Гроза. Allegro agitalo largo poetico.
3. Борьба. Fuga. Allegro energico. Maestoso e poco piu largamento.
4. Надежды. Largo appassionato. Appassionato cantabile.
5. Пастораль. Adagio poetico e molto cantabile /coda/ Largo maestoso e feomoso.
Состав оркестра: 3 (1 Fl pic), 2, corno ingl, 3 (A, B, Cl basso B), 3 (1 Contrafagotto); 4 (F), 3 (B), 3, 1; tamburo, tamburo rullante, tamburino, piatti (colla, bacch, di timp), piatti (ordinario), cassa, tam-tam; campanelli, silofono, celesta, 2 arpe, piano, archi.
- Симфония № 6 «Праздничная» (си мажор) для Большого симфонического оркестра. 36’. Соч.99.

1. Maestoso cantando. Attaca.
2. Largo cantabile. Attaca.
3. Allegro vivace. Attaca.
Состав оркестра: 4 (III, IV-fl pic.), 2, corno ingl., 4 (Es, B, A, Cl basso B), 3 (1 — contrafg); 4 (F), 3 (B), 3, 1; 5 timpani, triangolo, frusta, tamburo-basso, tamburo di legno, tamburo, piatti cassa, tam-tam; campanelli; silofono, campane, celesta, 2 arpa, p-no, organo, archi.
- Три вокализа для высокого голоса и фортепиано. Соч.3.
- Три лирические поэмы для фортепиано. Соч.80.

1. Мелодия
2. Экспрессия
3. Танец
- Три хора для мужского хора a cappella (или в сопровождении фортепиано). Соч.66.

1. Как на Чёрном море
2. Сталинград
3. Песня мира

## Записи на компакт-дисках
- Симфония № 2 (с сочинениями Фикрета Амирова) — Симфонический оркестр Радио Лейпцига/Герман Абендрот (Urania, ULS 5156-CD)
- Симфония № 1, op. 7 — Лондонский Симфонический оркестр/Леон Ботштейн (Telarc SACD 60642)
- Symphony No. 1, op. 7; Symphony No. 2, op. 39 «Родина»
- Симфоническая Сюита № 1; Симфония № 5, op. 77 «Пасторальная» — Симф. Оркестр Радио и Телевидения СССР/Эдвард Чивжель; Московский Гос. Симф. оркестр, Симф. Оркестр Радио и Телевидения СССР/Геннадий Проваторов (Olympia OCD 588)
- Симфоническая Сюита № 1; Симфония № 5, op. 77 «Пасторальная» — Симф. Оркестр Радио и Телевидения СССР/Эдвард Чивжель; Гос. Симф. оркестр СССР/Гурген Карапетян (Olympia OCD 598)
- Симфония № 6, ор.99 «Праздничная»; Камерная Симфония для семи инструментов, op. 2 — Симф. Оркестр Радио и Телевидения СССР/Эдвард Чивжель; Московский Камерный Ансамбль/Александр Корнеев (Olympia OCD 588)